# Seznam řek v Brazílii

Hydrografická povodí v Brazílii

Seznam řek v Brazílii (portugalsky řeka rio). Tabulka obsahuje řeky, které mají na území Brazílie délku 1500 km a více a také některé kratší.

## Tabulka řek
| Poř. | Řeka          | Délka (km) | Povodí (km²) | Ústí do         | Ústí kde                 | Geodata (OSM) |
| ---- | ------------- | ---------- | ------------ | --------------- | ------------------------ | ------------- |
| 1.   | São Francisco | 3180       | 610 000      | Atlantský oceán | ... (Brazílie)           | OSM, WMF      |
| 2.   | Amazonka      | 3165       | 6 915 000    | Atlantský oceán | ... (Brazílie)           | OSM, WMF      |
| 3.   | Juruá         | 3150       | 200 000      | Amazonka        | ... (Brazílie)           | OSM, WMF      |
| 4.   | Purus         | 2896       | 63 166       | Amazonka        | ... (Brazílie)           | OSM, WMF      |
| 5.   | Paraná        | 2570       | 3 100 000    | Río de la Plata | ... (Argentina/Uruguay)  | OSM, WMF      |
| 6.   | Araguaia      | 2115       | 358 125      | Tocantins       | ... (Brazílie)           | OSM, WMF      |
| 7.   | Tocantins     | 1980       | 1 400 000    | Pará            | ... (Brazílie)           | OSM, WMF      |
| 8.   | Xingu         | 1815       | ...          | Amazonka        | ... (Brazílie)           | OSM, WMF      |
| 9.   | Guaporé       | 1749       | ...          | Mamoré          | ... (Brazílie/Bolívie)   | OSM, WMF      |
| 10.  | Paraguay      | 1693       | 900 000      | Paraná          | ... (Argentina/Paraguay) | OSM, WMF      |
| 11.  | Madeira       | 1480       | ...          | Amazonka        | ... (Brazílie)           | OSM, WMF      |
| 12.  | Teles Pires   | 1370       | ...          | Tapajós         | ... (Brazílie)           | OSM, WMF      |
| 11.  | Uruguay       | 1262       | 370 000      | Río de la Plata | ... (Argentina/Uruguay)  | OSM, WMF      |
| 12.  | Paranaiba     | 1120       | 220 195      | Paraná          | ... (Brazílie)           | OSM, WMF      |